# Ла-Салл (город, Миннесота)
Ла-Салл (англ. La Salle) — город в округе Уотонуан, штат Миннесота, США. На площади 0,2 км² (0,2 км² — суша, водоёмов нет), согласно переписи 2002 года, проживают 90 человек. Плотность населения составляет 386,7 чел./км².
- Телефонный код города — 507
- Почтовый индекс — 56056
- FIPS-код города — 27-35702[1]
- GNIS-идентификатор — 0646294[2]